# Bertram Wick
Bertram Víctor Wick Enzler (ur. 8 marca 1955 w Waldkirch) – szwajcarski duchowny katolicki, biskup Santo Domingo od 2015.

## Życiorys

### Młodość i prezbiterat
W 1980 wstąpił do seminarium duchownego w Innsbrucku. W 1990 wyjechał do Ekwadoru. Święcenia kapłańskie otrzymał 8 grudnia 1991, uzyskując inkardynację do archidiecezji Guayaquil. Pracował głównie jako duszpasterz parafialny, pełnił także funkcję biskupiego wikariusza.

### Episkopat
26 października 2013 Franciszek mianował go biskupem pomocniczym archidiecezji Guayaquil oraz biskupem tytularnym Carpi. Sakry biskupiej udzielił mu 30 listopada 2013 arcybiskup Antonio Arregui Yarza. 
24 marca 2015 został mianowany biskupem Santo Domingo w Ekwadorze.